# 馬薩瓦國際機場
馬薩瓦國際機場是於位厄立特里亞的主要城市：馬薩瓦的機場。機場現在使用量很少。

## 航空公司和航點
- Nasair（阿斯馬拉）